# Soyuz 7K-L1

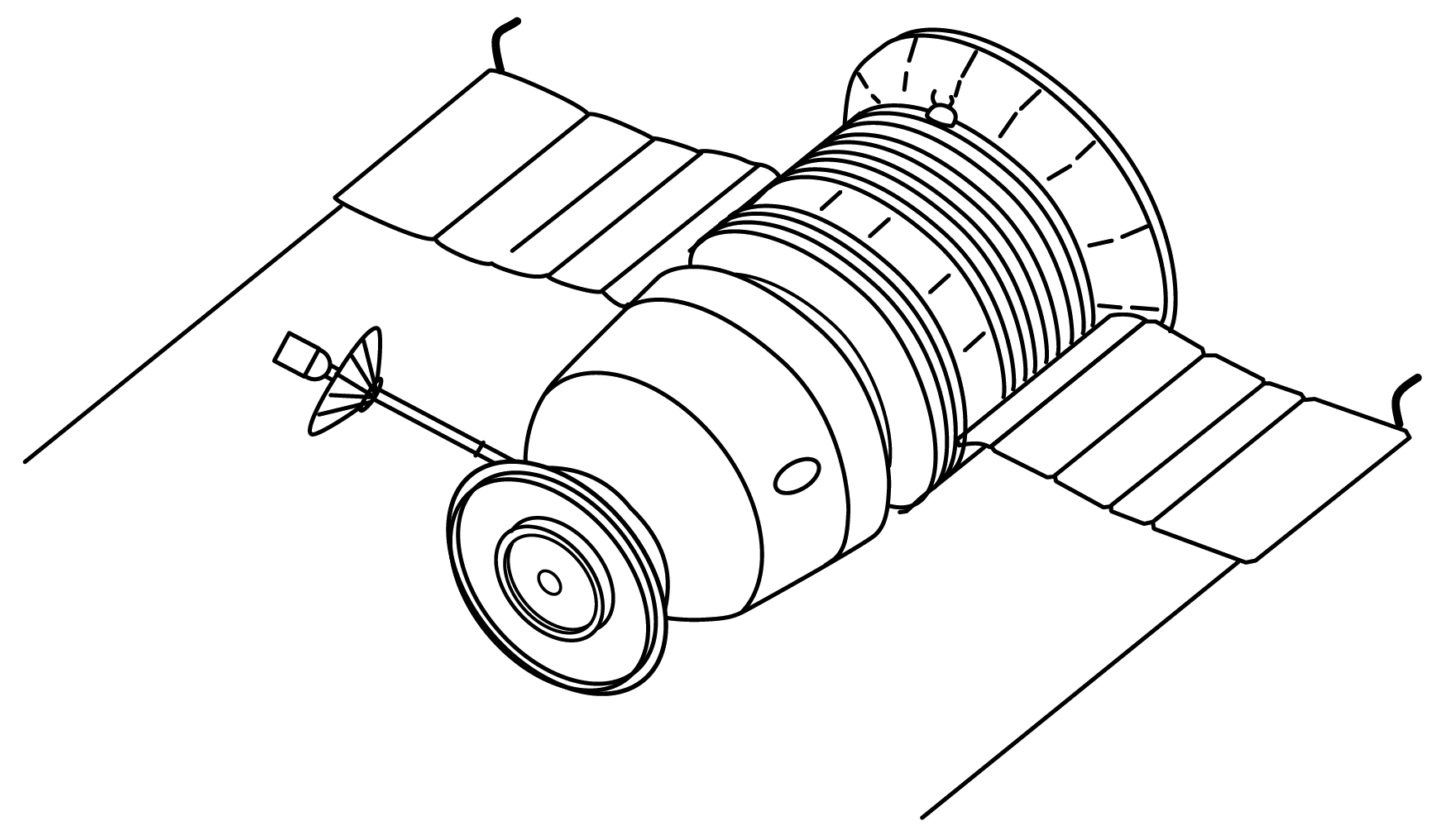
Diagrama de una Soyuz 7K-L1.

La Soyuz 7K-L1 fue una nave espacial soviética diseñada por Sergéi Koroliov, derivada de la Soyuz 7K-OK y que fue pensada para ser lanzada por un  cohete Proton y realizar misiones circumlunares tripuladas, aunque ningún cosmonauta llegó a volar en ella realmente. No se demostró que la nave fuese lo suficientemente segura hasta agosto de 1969, un mes después de la llegada del Apolo 11 a la Luna. El proyecto fue cancelado en 1970.
Los cambios hechos a la Soyuz 7K-OK para convertirla en la 7K-L1 consistieron básicamente en la eliminación del módulo frontal de habitación y del paracaídas de reserva para añadir una escotilla en uno de los laterales de la cápsula de reentrada. Se añadieron sistemas para navegación interplanetaria y se mejoró la potencia del sistema de escape para el lanzamiento (también denominado SAS).

## Desarrollo del proyecto
Inicialmente, hacia 1964, Koroliov diseñó la nave (entonces denominada Soyuz 7K, a secas) para ser lanzada por un cohete Soyuz y ser puesta en órbita terrestre, donde se reuniría con la etapa propulsora (lanzada en un momento diferente por otro cohete) que la llevaría hasta la Luna. Sin embargo, el 3 de agosto de 1964 las autoridades soviéticas eligieron la nave competidora de Chelomei, la LK-1, como la que realizaría las misiones circumlunares. La LK-1 sería lanzada directamente a misiones circumlunares por un cohete Proton, también diseñado por Chelomei.
El 14 de octubre de 1964 Jruschov, protector de Chelomei, dejó de ser el primer mandatario de la Unión Soviética, lo que en lo referente al programa lunar soviético se tradujo en que el 25 de octubre de 1965 Koroliov se hizo con el proyecto circumlunar. Koroliov decidió crear una nueva nave, derivada la 7K-OK, y descartar el uso de la LK-1 de Chelomei, aunque se seguiría utilizando el Protón como vehículo lanzador, con una modificación: como etapa translunar se utilizaría una etapa Bloque D derivada del cohete N-1 de Koroliov. Por razones de masa o seguridad se consideró inicialmente lanzar la Soyuz 7K-L1 sin tripular a una órbita terrestre; la tripulación se lanzaría en una Soyuz 7K-OK y se reuniría con la 7K-L1 ya en órbita, a donde serían transferidos para luego iniciar la misión lunar.
Koroliov murió en enero de 1966, y el proyecto pasó a manos de Vasili Mishin, que decidió que la 7K-L1 podría lanzarse tripulada directamente a la Luna mediante el Proton/Bloque D, decisión que se mantuvo durante el resto del proyecto.
La designación L1 fue reservada para el conjunto Soyuz LK-1/Bloque D/SAS. L1 pesaba 27,5 toneladas en el momento de la ignición del Bloque D, que ocurría mientras el conjunto tenía una velocidad suborbital. La primera ignición duraba 160 segundos para poner al conjunto en órbita terrestre. Una segunda ignición ponía a L1 en trayectoria translunar (habiéndose reducido la masa a 18,2 toneladas).

## Lanzamientos
El primer lanzamiento de prueba tuvo lugar el 10 de marzo de 1967 desde Baikonur. Todo funcionó correctamente, y la Soyuz 7K-L1 fue puesta en una órbita translunar, aunque no fue apuntada hacia la Luna ni se previó su recuperación. El vehículo pasó a denominarse Cosmos 146.
El segundo lanzamiento (Cosmos 154) tuvo lugar el 8 de abril del mismo año. La 7K-L1 alcanzó órbita terrestre pero el Bloque D falló al intentar la segunda ignición debido a que los cohetes auxiliares que debían acelerar la etapa para permitir la ignición del motor principal fueron eyectados prematuramente. La nave reentró en la atmósfera un par de días después.
Los fracasos de los lanzamientos posteriores, junto con problemas con los paracaídas que debían devolver sana y salva la cápsula de reentrada, retrasaron el primer vuelo circumlunar exitoso de una 7K-L1. La misión pasó a denominarse Zond 5 y partió (sin tripulación) el 14 de septiembre de 1968 desde Baikonur. La nave realizó el vuelo circumlunar y obtuvo mediciones y fotografías mediante instrumentación automática durante los cinco días de vuelo. También llevó una carga biológica consistente en tortugas, moscas del vino, gusanos, plantas, semillas y bacterias. Pasó a una distancia de 1950 km de la superficie lunar. Antes de la reentrada un error humano puso fuera de servicio la plataforma giroscópica de la nave. La reentrada tuvo lugar bruscamente, con aceleraciones de hasta 20 G. La cápsula de reentrada amerizó en el océano Índico y fue recuperada el 22 de septiembre.
La Zond 6 fue lanzada el 10 de noviembre de 1968, y tras realizar el vuelo circumlunar y obtener datos y fotos regresó a la Tierra. La cápsula de reentrada inició su descenso normalmente, con el punto de aterrizaje en territorio soviético, pero el paracaídas fue eyectado prematuramente, produciendo la destrucción de la cápsula por el impacto contra el suelo.
La Zond 7 fue lanzada el 7 de agosto de 1969. Realizó el vuelo circumlunar y obtuvo mediciones y fotografías mediante instrumentación automática durante los cinco días de vuelo. Pasó a una distancia de 1984,6 km de la superficie lunar. La cápsula de reentrada fue recuperada el 13 de agosto, a 50 km del punto inicial estimado de aterrizaje, cerca de Kustani, en territorio de la Unión Soviética. Fue el único vuelo de una Soyuz 7K-L1 completamente exitoso.
La última misión de una 7K-L1, Zond 8, fue lanzada el 20 de octubre de 1970. Realizó el vuelo circumlunar y obtuvo datos y fotografías, siendo recuperada el 26 de octubre tras un amerizaje en el océano Índico.
El programa fue cancelado tras este vuelo, aunque todavía quedaban dos vehículos por lanzar, que se mantuvieron en reserva para posibles futuros vuelos tripulados, que nunca llegaron a ocurrir.